# Alda Lara
Pour les articles homonymes, voir Lara.

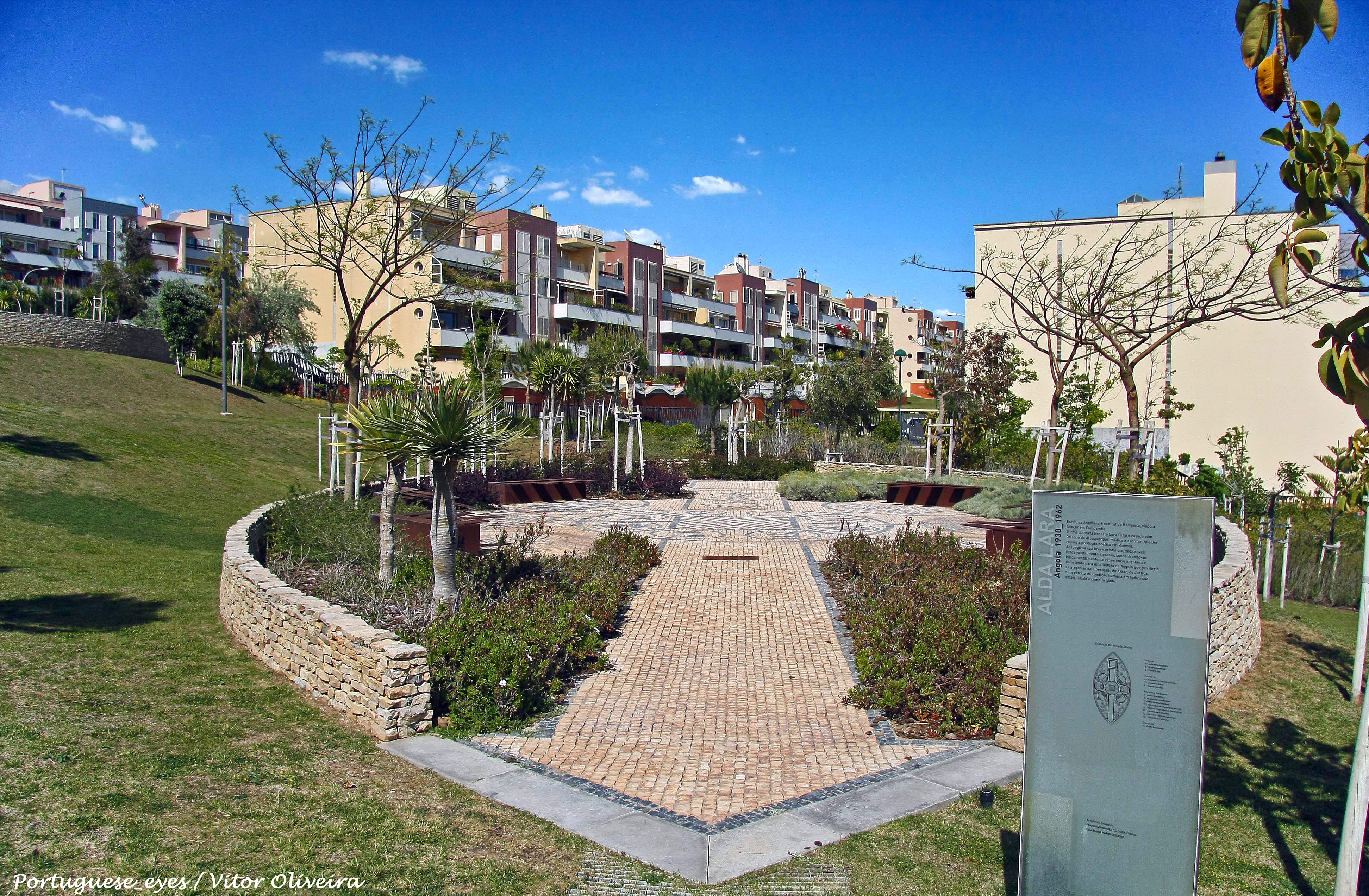

Alda Ferreira Pires Barreto de Lara Albuquerque, connue sous le nom de Alda Lara, née le 9 juin 1930, à Benguela, morte le 30 janvier 1962, à Cambambe, est une poétesse angolaise écrivant en langue portugaise,.

## Biographie
Alda Lara est née en 1930 à Benguela, en Angola. Elle venait d'une famille riche et reçoit une éducation chrétienne. Son frère est le poète Ernesto Lara Filho. Elle étudie au sein d'une école pour les jeunes femmes de Sá da Bandeira (aujourd’hui Lubango) avant de passer au Portugal compléter sa scolarité. Elle fréquente l'université de Lisbonne et réside à la Casa dos Estudantes do Império (pt) (Maison des Étudiants de l'Empire). Elle a une vie étudiante très active et commence sa carrière d'écrivain en publiant de la poésie dans la revue littéraire Mensagem, une publication spécifiquement pour les Africains. Elle effectue également des études à l'université de Coimbra et obtient un diplôme en médecine.
Elle écrit pour plusieurs journaux et magazines tels que le Jornal de Benguela, le Jornal de Angola, et l'ABC e Ciência. Elle épouse l'écrivain mozambico-portugais Orlando de Albuquerque et donne naissance à quatre enfants. Après avoir vécu au Portugal pendant 13 ans, elle revient au Mozambique en 1961, où elle n’avait jamais été auparavant m. Cependant, son retour est de courte durée, car elle meurt le 30 janvier 1962, à Cambambe. Son mari prend en main la publication de ses œuvres, recueillies après sa mort, y compris Poemas en 1966 et Tempo da Chuva en 1973. Ses poèmes et ses nouvelles traitent souvent des thèmes de la maternité et des enfants, ainsi que de la liberté et de la justice. Une grande partie de sa poésie reflète une insatisfaction avec le statu quo colonial (l'Angola ne retrouvera son indépendance qu'en 1975).
Le prix Alda Lara (en portugais, Prémio Alda Lara) est créé en son honneur par la ville de Lubango. Paulo de Carvalho, un célèbre chanteur portugais enregistre Preludio/Mãe Negra, un  de ses poèmes. Movimento, le deuxième album d'Aline Frazão sorti en 2013, intègre un poème d'Alda Lara mis en musique.

## Livres (à titre posthume)
- Poemas (1966)
- Tempo da Chuva (1973)
- Poesia (1979)
- Poemas (1984)